# 田子町
田子町（たっこまち）は、青森県三戸郡西南部に位置する町。同県最南の町で、南は岩手県、西は秋田県との境に接する。

## 概要
町面積の多くを山地にて占めており、町を東西に流れる、熊原川、相米川、大川などの流域沿いを主とした居住圏としている。町名はアイヌ語のタプコプ（小高い丘）に由来する。山岳地帯特有の冷涼な気候であり一日の中でも寒暖の差が大きい（※夏は三戸町より気温が高いことがある。また、冬期の積雪量は町内の地域によってかなり異なる）。また、ニンニクの生産が盛んであり、「ニンニクの町」として全国的に知られている。

## 地理
青森県の最南部、岩手県、秋田県との境に位置する。
八甲田山系を構成する山岳地帯に位置し、町面積の多くを山地が占める、自然豊かな町である。1992年（平成4年）には環境庁より星空日本一に認定された。
- 山: 大黒森（719メートル）、雷鉢森（874メートル）、朝日奈岳（720メートル）、猿ヶ平（679メートル）、黒森（727メートル）、大倉森（897メートル）、四角岳（1003メートル）
- 河川: 熊原川、相米川、杉倉川、種子川、かぎかけ川

## 歴史
古くより定住集落が存在していたと見られ縄文時代の遺跡も多数分布している。
鎌倉時代の始め、奥州合戦の功により南部光行が糠部五郡を拝領して以降、南部氏の支配地となる。田子にも支城が築かれ鹿角方面への要衝として機能した。
江戸時代に入ると南部藩領尾去沢鉱山（現・鹿角市）から野辺地湊への交易ルートとして栄えた。
- 1889年（明治22年）4月1日 - 町村制施行により田子村、相米村が合併して田子村発足。
- 1928年（昭和3年）11月10日 - 町制施行し、田子町となる。
- 1955年（昭和30年）3月1日 - 田子町と上郷村が合併し、田子町となる。

## 地名の由来
田子はアイヌ人のアイヌ文化と関係が深い土地で、アイヌ語の「タプコプ」（小高い丘）に由来する。
併合して編入した地域の佐羽内はアイヌ語の「サッパナイ」（広範囲に崩れた沢）に由来する。

## 行政
- 町長：山本晴美（平成28年（2016年）1月15日 - ）
- 町議会：議員定数10名

## 経済
町の基幹産業は畑作を中心とした農業である。特にニンニクは全国的に知名度が高く、ニンニクを中心とした町作りが行われている。

### 産業
- 農業：ニンニク　なめこ
- 畜産：田子牛

### 郵便

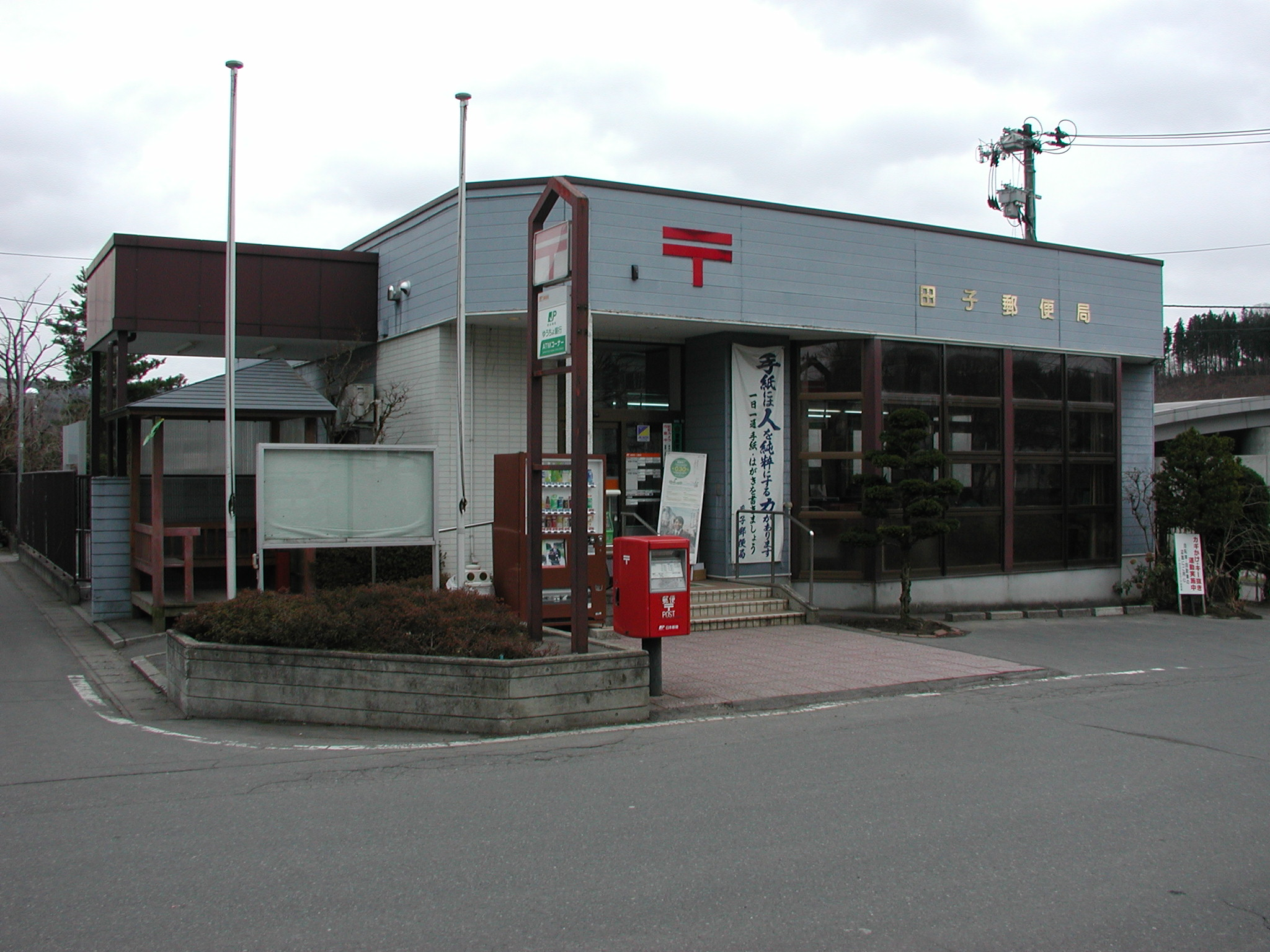
田子郵便局

- 田子郵便局（集配局）（84036）
- 陸奥上郷郵便局（集配局）（84049）

## 姉妹都市・提携都市

### 国外
- アメリカ合衆国 カリフォルニア州 ギルロイ市[2][3]
  - 1988年（昭和63年）4月18日 姉妹都市提携

にんにくの生産地。1987年7月にギルロイ市の「ガーリック・フェスティバル」を田子町職員らが訪問、翌8月に行われる田子町の「にんにく祭り」にギルロイ市長らを招待したことが契機。産業・文化・教育等の交流が行われている。
- イタリア ピアチェンツァ県 モンティチェッリ・ドンジーナ[2][3]
  - 1992年（平成4年）9月11日 姉妹都市提携

にんにくの生産地。モンティチェッリ・ドンジーナとすでに姉妹都市関係であったギルロイからの紹介を受け、1990年10月のモンテチェリ・ドンジーナの「にんにくまつり」に田子町から職員が訪問したことから交流が継続して行われるようになった。産業・文化・教育等の交流が行われている。
- 韓国 韓国 瑞山市
  - 2012年 6月22日 姉妹都市提携[4]

1990年に韓国一のにんにくの産地として知られる当時の瑞山郡を町職員が訪問し、友好都市としての交流が始まる。

## 地域

### 人口
平成27年国勢調査より前回調査からの人口増減をみると、10.06％減の5,554人であり、増減率は県下40市町村中26位。
| |                                        |  |
| 田子町と全国の年齢別人口分布（2005年） | 田子町の年齢・男女別人口分布（2005年） |  |
| ■紫色 ― 田子町 ■緑色 ― 日本全国 | ■青色 ― 男性 ■赤色 ― 女性              |  |
| 田子町（に相当する地域）の人口の推移 \| 1970年（昭和45年） \| 9,427人 \| \| \| 1975年（昭和50年） \| 8,998人 \| \| \| 1980年（昭和55年） \| 8,878人 \| \| \| 1985年（昭和60年） \| 8,508人 \| \| \| 1990年（平成2年） \| 8,106人 \| \| \| 1995年（平成7年） \| 7,681人 \| \| \| 2000年（平成12年） \| 7,288人 \| \| \| 2005年（平成17年） \| 6,883人 \| \| \| 2010年（平成22年） \| 6,175人 \| \| \| 2015年（平成27年） \| 5,554人 \| \| \| 2020年（令和2年） \| 4,968人 \| \| |                                        |  |
| 総務省統計局 国勢調査より |                                        |  |
| 1970年（昭和45年） | 9,427人                                |  |
| 1975年（昭和50年） | 8,998人                                |  |
| 1980年（昭和55年） | 8,878人                                |  |
| 1985年（昭和60年） | 8,508人                                |  |
| 1990年（平成2年） | 8,106人                                |  |
| 1995年（平成7年） | 7,681人                                |  |
| 2000年（平成12年） | 7,288人                                |  |
| 2005年（平成17年） | 6,883人                                |  |
| 2010年（平成22年） | 6,175人                                |  |
| 2015年（平成27年） | 5,554人                                |  |
| 2020年（令和2年） | 4,968人                                |  |

### 所轄警察署
- 三戸警察署田子駐在所
- 三戸警察署上郷駐在所

### 所轄消防署
- 八戸地域広域市町村圏事務組合消防本部三戸消防署田子分署

### 教育

#### 高等学校
- 青森県立田子高等学校(2022年3月閉校)

#### 中学校
- 田子町立田子中学校

※以下は廃校。
- 田子町立上郷中学校水亦分校（1985年・上郷中学校へ統合）
- 田子町立上郷中学校（2003年・田子中学校へ統合）

#### 小学校
- 田子町立田子小学校

※以下は廃校。
- 田子町立上郷小学校〈旧〉（1972年[5]・上郷小学校〈新〉を統合新設）
- 田子町立遠瀬小学校（同上）
- 田子町立関小学校（同上）
- 田子町立夏坂小学校（同上）
- 田子町立原小学校（1980年・田子小学校へ統合）
- 田子町立相米小学校（同上）
- 田子町立上郷小学校水亦分校（1985年・上郷小学校へ統合）
- 田子町立上郷小学校 (2023年4月・田子小学校へ統合)
- 田子町立清水頭小学校 (同上)

### 金融機関

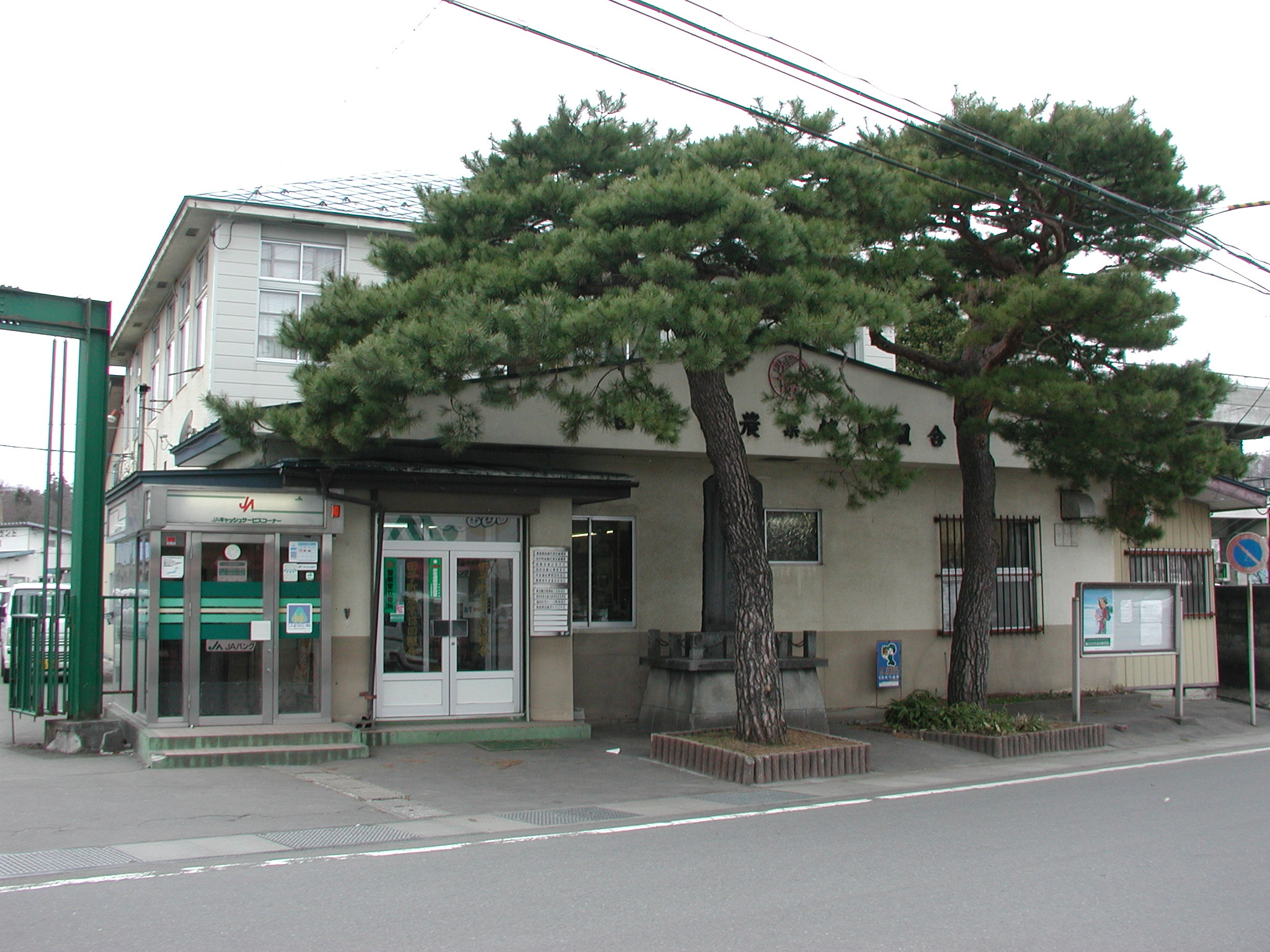
八戸農業協同組合田子支店（旧JA田子町本店）

- 青森みちのく銀行田子支店
- 青森県信用組合田子支店
- 八戸農業協同組合田子支店

### 主要機関・企業
- タプコピアンプラザ
- 田子町ガーリックセンター

## 交通

### 鉄道
町内には存在しない。かつて当町と秋田県を結ぶ来満鉄道計画が存在したが実現しなかった。
鉄道を利用する場合の最寄り駅は、青い森鉄道青い森鉄道線の三戸駅。

### 路線バス
- 岩手県北自動車南部支社：田子線
- 田子町コミュニティバス

### 道路
- 一般国道：国道104号
- 県道
  - 主要地方道：青森県道21号田子十和田湖線、岩手県道・青森県道32号二戸田子線
  - 一般県道：青森県道143号南部田子線、青森県道・岩手県道181号道前浄法寺線
- 農道
  - 広域農道：三戸広域農道

### 隣接する市町村までの距離
- 三戸町まで約10km
- 二戸市まで約24km
- 鹿角市まで約60km
- 八幡平市まで約70km

### 主要な都市までの距離
- 八戸市まで約35km
- 青森市まで約115km
- 秋田市まで約165km
- 盛岡市まで約90km
- 函館市まで約220km（フェリー経由）
- 札幌市まで約340km（フェリー経由）
- 仙台市まで約270km
- 東京都まで約610km
- 名古屋市まで約860km
- 大阪市まで約1000km

## 名所・旧跡・観光スポット・祭事・催事
- 大黒森

頂上付近の山肌を這うようにして数万株のヤマツツジの群生が広がる。頂上からは360度のパノラマが見渡せる。
- 和平高原

1992年に星空日本一に輝く。田子牛の飼育も行われる。
- みろくの滝

熊原川源流に存在する。ピクニックコースが整備されている。水の流れが素麺のように細く見える事から地元ではソーメンの滝とも呼ばれる。また、その形状がスヌーピーに似ている事からスヌーピーの滝とも呼ばれる。
- 田子館[8]

三戸城支城
- 日ノ沢館址

三戸城支城
- 旧橋本家住宅 〔田子字川代ノ上ミ〕

県重宝、19世紀後半の南部曲家、タプコプ創遊村に移築。
- 真清田神社

807年創建と伝えられる。
- 田子神楽

青森県無形民俗文化財指定。南部藩御用神楽
- タプコプ創遊村

伝統産業や文化に対する体験施設、郡アルペンスキーの聖地「創遊村229スキーランド」を併設する。
- タプコピアンプラザ

図書館、野外ステージ、文化ホール、田子町ケーブルテレビジョンのテレビスタジオを併設。町民向けの文化発信基地として設立された。
- 大黒森つつじ祭
- 虫追い祭り

青森県無形民俗文化財指定。江戸時代より伝わる五穀豊穣を祈願する祭り。

## 出身有名人
- 宇藤義一（画伯）
- 川三番地（漫画家）